# Campionati mondiali di slittino 1960
I Campionati mondiali di slittino 1960, sesta edizione della manifestazione organizzata dalla Federazione Internazionale Slittino, si tennero il 13 e 14 febbraio 1960 a Garmisch-Partenkirchen, in Germania occidentale, sulla pista Olympia-Bobbahn Rießersee, la stessa sulla quale si svolsero le competizioni del bob ai Giochi di Garmisch-Partenkirchen 1936, e furono disputate gare in tre differenti specialità: nel singolo uomini ed in quello donne e nel doppio.
Dominatrice della manifestazione fu la squadra austriaca, capace di conquistare due titoli e cinque medaglie sulle nove assegnate in totale.

## Risultati

### Singolo uomini
Alla gara presero parte 56 atleti in rappresentanza di 10 differenti nazioni; campione uscente era l'austriaco Herbert Thaler, che concluse la prova al quattordicesimo posto, ed il titolo fu conquistato dal padrone di casa Helmut Berndt, davanti all'austriaco Reinhold Frosch, già sul podio nel singolo nella rassegna iridata del 1958, ed all'altro tedesco occidentale Hans Plenk.
| Pos. | Atleti            | Nazione        |
| ---- | ----------------- | -------------- |
|      | Helmut Berndt     | Germania Ovest |
|      | Reinhold Frosch   | Austria        |
|      | Hans Plenk        | Germania Ovest |
| 4    | Josef Lenz        | Germania Ovest |
| 5    | Fritz Nachmann    | Germania Ovest |
| 6    | Jerzy Wojnar      | Polonia        |
| 7    | Josef Feistmantl  | Austria        |
| 8    | Josef Strillinger | Germania Ovest |
| 9    | Arnold Gartmann   | Svizzera       |
| 10   | Anton Venier      | Austria        |

### Singolo donne
Alla gara presero parte 21 atlete in rappresentanza di 6 differenti nazioni; campionessa uscente era l'austriaca Eleonore Lieber, nel frattempo ritiratasi dalle competizioni, ed il titolo fu conquistato dalla connazionale Maria Isser, già medaglia d'oro nel singolo nella rassegna iridata del 1957, davanti all'altra austriaca Hanni Possmoser ed all'italiana Erika Leitner.
| Pos. | Atleti              | Nazione        |
| ---- | ------------------- | -------------- |
|      | Maria Isser         | Austria        |
|      | Hanni Possmoser     | Austria        |
|      | Erika Leitner       | Italia         |
| 4    | Helene Thurner      | Austria        |
| 5    | Hildegard Riepl     | Germania Ovest |
| 6    | Gerda Cegnar        | Austria        |
| 7    | Renate Reiter       | Germania Ovest |
| 8    | Nina Blümel         | Germania Ovest |
| 9    | Monika Wojcik       | Germania Ovest |
| 10   | Sieglinde Profanter | Austria        |

### Doppio
Alla gara presero parte 40 atleti in rappresentanza di 6 differenti nazioni; non vi erano campioni uscenti in quanto nell'edizione precedente dei mondiali la gara del doppio venne annullata a causa delle avverse condizioni meteo. Il titolo fu conquistato dalla coppia austriaca composta da Ewald Walch e Reinhold Frosch, quest'ultimo già a medaglia anche nel singolo, davanti ai connazionali Helmut Thaler ed Herbert Thaler ed al duo tedesco occidentale formato da Horst Tiedge e Hans Plenk, anche quest'ultimo già a medaglia nella prova del singolo.
| Pos. | Atleti                            | Nazione        |
| ---- | --------------------------------- | -------------- |
|      | Reinhold Frosch Ewald Walch       | Austria        |
|      | Helmut Thaler Herbert Thaler      | Austria        |
|      | Horst Tiedge Hans Plenk           | Germania Ovest |
| 4    | Fritz Nachmann Josef Strillinger  | Germania Ovest |
| 5    | Jerzy Wojnar Wlodzimierz Zrobik   | Polonia        |
| 6    | Fritz Duschnigg Anton Venier      | Austria        |
| 7    | Josef Feistmantl Reinhold Senn    | Austria        |
| 8    | Janusz Wojtynski Romuald Zukowski | Polonia        |
| 9    | Rudolf Fuchs Hütter               | Germania Ovest |
| 10   | Giorgio Moroder Arnold Prinoth    | Italia         |

## Medagliere
| Posizione | Nazione        | Oro | Argento | Bronzo | Totale |
| --------- | -------------- | --- | ------- | ------ | ------ |
| 1         | Austria        | 2   | 3       | 0      | 5      |
| 2         | Germania Ovest | 1   | 0       | 2      | 3      |
| 3         | Italia         | 0   | 0       | 1      | 1      |
| Totale    | Totale         | 3   | 3       | 3      | 9      |